# Ackley
Ackley è una città degli Stati Uniti, situata nella Contea di Hardin, nello Stato dell'Iowa.

## Geografia fisica
Le coordinate geografiche della città sono 42°33′09″N 93°04′14″W (42.552498 -93.053772). Ackley a una superficie di 6,4 km². Le città limitrofe sono: Iowa Falls, Geneva e Aplington. La città è situata a 333 m s.l.m.

## Società

### Evoluzione demografica
Al censimento del 2000, Ackley contava e 1.809 abitanti e 724 famiglie. La densità di popolazione era di 282,65 abitanti per chilometro quadrato. Le unità abitative erano 817, con una media di 127,65 per chilometro quadrato. La composizione razziale contava il 93,75% di bianchi, lo 0,17% di afroamericani, lo 0,28% di asiatici e il 4,48% di altre razze. Gli ispanici e i latini erano l'8,24% della popolazione residente.
| Anno | Abitanti |
| ---- | -------- |
| 1880 | 1.517    |
| 1890 | 1.286    |
| 1900 | 1.445    |
| 1910 | 1.244    |
| 1920 | 1.529    |
| 1930 | 1.524    |
| 1940 | 1.586    |
| 1950 | 1.608    |
| 1960 | 1.731    |
| 1970 | 1.794    |
| 1980 | 1.900    |
| 1990 | 1.696    |
| 2000 | 1.809    |